# Michael Nesmith
Robert Michael Nesmith (Houston, 30 december 1942 – Carmel Valley Village, 10 december 2021) was een Amerikaans muzikant, songschrijver, acteur, producent, auteur, zakenman en filantroop. Hij is bekend geworden als gitarist en zanger van The Monkees. 

## Biografie

### Jonge jaren
Nesmith was de zoon van Bettie Nesmith Graham (1924-1980), uitvindster van de Tipp-Ex; hij begon op school met acteren en ging na zijn diensttijd muziek maken, als solist en als bandlid. In 1963 verhuisde Nesmith met zijn eerste echtgenote Phyllis Ann Barbour en zijn collega John London naar Los Angeles waar hij in de folkclubs optrad en een vaste presenteeravond had in The Troubadour. Verder nam hij drie solosingles op waarvan een - The New Recruit - onder de naam Michael Blessing.

### The Monkees

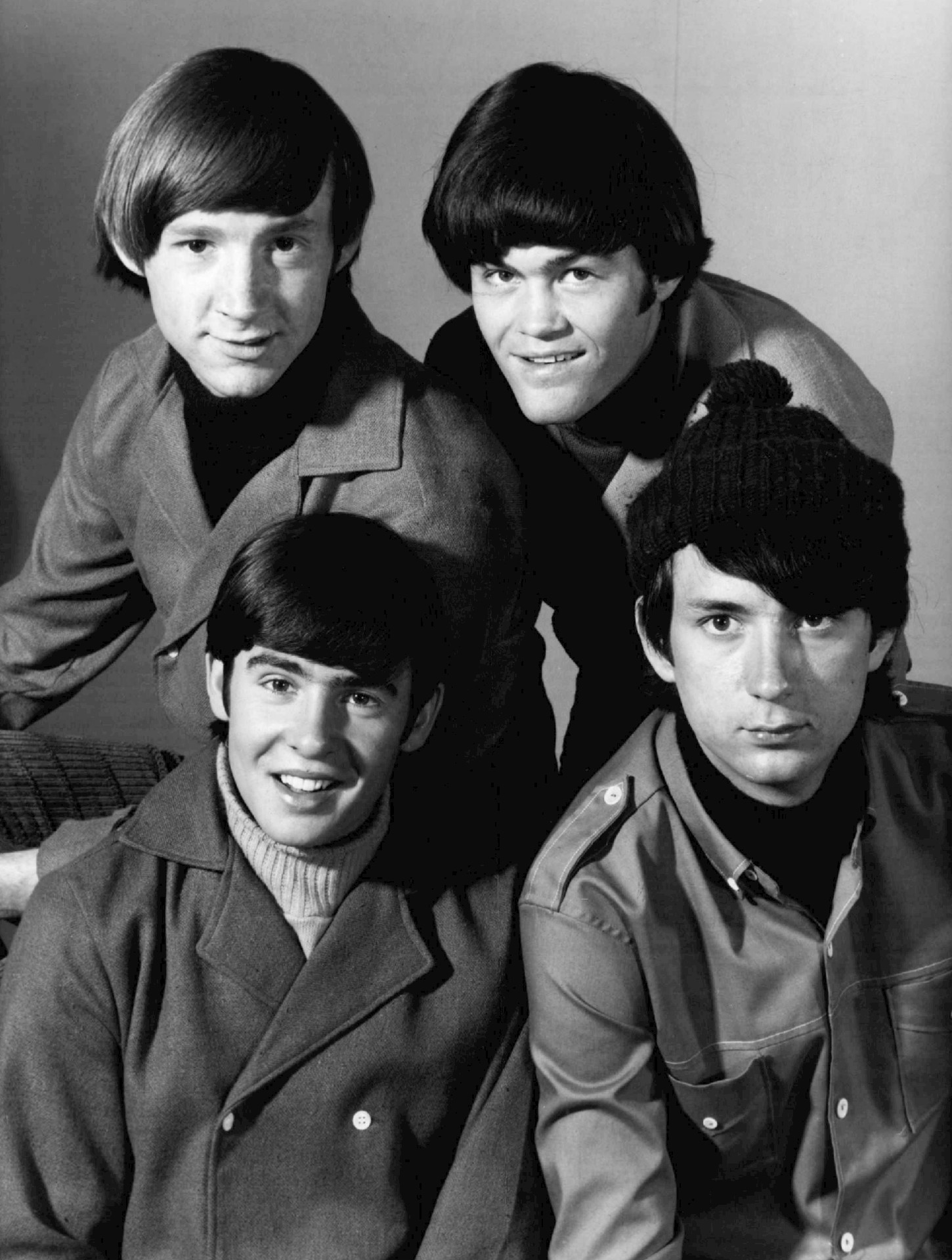
The Monkees in 1966, Michael Nesmith rechtsonder

In 1965 deed Nesmith auditie voor The Monkees, de tv-serie rond de band die hij vormde met Micky Dolenz, Davy Jones en Peter Tork, de enige andere ervaren muzikant. Nesmith, die tijdens de auditieronde en de eerste twee seizoenen een wollen mutsje droeg, speelde de rol van de grote wijze broer. In de serie waren veel van zijn songs te horen waarvan er op elke plaat twee terecht kwamen. Dit als compensatie voor het feit dat de eerste platen door studiomuzikanten werden ingespeeld waaronder John London. Desondanks waren de bandleden niet blij met hun opgelegde imago; vooral Nesmith stak zijn mening niet onder stoelen of banken. Peter Tork vertrok eind 1968 na de opnamen van een tv-special, en anderhalf jaar later liet Nesmith in een speelgoedreclame doorschemeren dat ook hij het welletjes vond.
Nesmith liet zijn contract - dat tot 1973 geldig was - ontbinden. Het betekende een financiële achteruitgang, want net als Peter Tork moest hij een afkoopsom van anderhalve ton betalen; geld dat geen van de bandleden tot zijn beschikking had. Pas tien jaar later kwam hij weer uit de schulden toen zijn moeder hem 25 miljoen dollar naliet.

### First en Second National Band
Een andere reden dat Nesmith van zijn contract af wou was dat hij inmiddels een eigen band had opgericht en op het punt stond een contract te tekenen bij RCA Records. Met de First National Band, verder bestaande uit John London, John Ware en Orville 'Red' Rhodes, stond Nesmith mede aan de wieg van de countryrock. De band was een kort maar productief leven beschoren; drie albums in een tijdsbestek van nog geen jaar met voornamelijk songs die Nesmith in zijn Monkeestijd had opgespaard dan wel uitgeprobeerd. Joanne en Silver Moon waren enkele van hun bescheiden hits. Nesmith werd echter niet serieus genomen door countryliefhebbers, vandaar dat hij voor optredens in de Joanne-periode naar het Verenigd Koninkrijk uitweek. Tijdens de opnamen van het derde album - dat begin 1971 uitkwam - viel de First National Band om onduidelijke redenen uiteen.
Vervolgens vormden Nesmith en Rhodes de Second National Band; in 1972 verscheen het album Tantamount to Treason Vol. 1 waarop de Puertoricaanse singer-songwriter José Feliciano meespeelde als percussionist. Geruchten over een Vol. 2 werden door Nesmith tegengesproken, en nadat ook de Second National Band uiteenviel besloot hij onder eigen naam verder te gaan. Rhodes bleef zijn vaste gitarist totaan diens overlijden in 1995.

### Nieuwe wegen
Naast zijn solocarrière werd Nesmith ook songschrijver en producer voor anderen en begon hij het multimediabedrijf Pacific Arts. Met Rio uit 1977 scoorde Nesmith zijn grootste hit na zijn vertrek uit The Monkees. De bijbehorende videoclip leidde ertoe dat hij het programma PopClips ontwikkelde voor de zender Nickelodeon. Dit was de voorloper van MTV. Verder was Pacific Arts verantwoordelijk voor de clips van Lionel Richie's All Night Long en Michael Jackson's Smooth Criminal. Ook bracht het bedrijf films voort als Repo Man en Tapeheads waarin Nesmith een van zijn gastrollen vervulde. Later kwam Pacific Arts in opspraak vanwege een conflict over geschonden videolicentierechten en het niet betalen voor diverse series. Er volgde een rechtszaak die pas op 3 februari 1999 in het voordeel van Nesmith werd beslist.

### Terugke(e)r(en) bij The Monkees
Al in 1975 poogde men om The Monkees weer bijeen te brengen na herhalingen van de tv-serie. Nesmith had destijds geen interesse, dit in tegenstelling tot Dolenz en Jones die vervolgens een album uitbrachten met songschrijvers Tommy Boyce en Bobby Hart. Elf jaar later stond Nesmith wel open voor een reünie, maar vanwege zijn drukke werkzaamheden moest hij de uitgebreide tournee aan zich voorbij laten gaan. Wel verscheen hij 7 september 1986 als gast tijdens de toegift in Los Angeles en bij de onthulling van een ster op de Hollywood Walk of Fame in 1989.
In 1995 ging Nesmith weer fulltime meedoen; hij schreef mee aan het album Justus dat een jaar later uitkwam en schreef/produceerde de tv-special Hey Hey, It's the Monkees ter gelegenheid van het dertigjarig jubileum. Een Engelse tournee in 1997 was de laatste keer dat alle vier de groepsleden samen optraden. Daarna trok Nesmith zich weer terug om aan een script voor een tweede Monkees-film te werken, en aan een boek; alleen dat laatste werd gerealiseerd en was aanvankelijk alleen online te lezen.
In 2006 verscheen zijn laatste album Rays en in 2011 werkte hij samen met blueszangeres Carolyn Wonderland.
Na het overlijden van Jones keerde Nesmith terug bij de Monkees voor de Amerikaanse tournees van 2012, 2013 en 2014. Hij nam zoon Christian mee als een van de zeven begeleidingsmuzikanten en trad tussendoor ook solo op. Ter gelegenheid van het vijftigjarig jubileum in 2016 verscheen het album Good Times met voornamelijk niet eerder uitgegeven nummers. Tijdens de tournee van dat jaar was Nesmith beperkt aanwezig; bij twee afzonderlijke toegiften waarvan de eerste via Skype, tweemaal als invaller voor Tork die door familie-omstandigheden verstek moest laten gaan, en eenmaal bij het concert van 16 september 2016.
In 2017 kwam zijn derde boek uit.
In 2018 ging Nesmith weer op tournee met een nieuwe bezetting van de First National Band. Ook gaf hij in de zomer duoconcerten met Micky Dolenz onder de naam The Monkees Present: The Mike & Micky Show. In juni onderging Nesmith een vierdubbele bypass-hartoperatie. De laatste vier concerten werden afgelast en ingehaald tijdens de tournee van 2019.
Daarnaast gaf Nesmith soloconcerten met veel nummers van zijn album And the Hits Just Keep on Comin' uit 1972; hij werd begeleid door pedal steelgitarist Pete Finey en tijdens de eerste avond in Seattle traden ook singers-songwriters Ben Gibbard en Scott McCaughey op.
Nesmith overleed in december 2021 op 78-jarige leeftijd in zijn huis in Carmel Valley Village aan hartfalen.

## NPO Radio 2 Top 2000
Van Michael Nesmith stond alleen Silver moon in 1999 in de NPO Radio 2 Top 2000, op plek 1955.
- Bibliothèque nationale de France: cb14043750r (data)
- Gemeinsame Normdatei: 134699106
- International Standard Name Identifier: 0000 0000 6309 3153
- Library of Congress Control Number: n92018827
- MusicBrainz: 9c4df1e9-6092-4862-b493-0b72262d91c8
- Nederlandse Thesaurus van Auteursnamen: 100038395
- SNAC: w6m34b1j
- Union List of Artist Names: 500473866
- Virtual International Authority File: 26253143
- WorldCat: E39PBJfWWdVrXT3PQcfJVkQH4q